# Châtelperron
 Châtelperron  es una población y comuna francesa, situada en la región de Auvernia, departamento de Allier, en el distrito de Vichy y cantón de Jaligny-sur-Besbre.
Da nombre al período châtelperroniense.

## Demografía
| 1555' 1975 = 250 | 219 | 189 | 137 |
| Para los censos de 1962 a 1999 la población legal corresponde a la población sin duplicidades (Fuente: INSEE [Consultar]) |     |     |     |